# Xã Saline, Quận McHenry, Bắc Dakota
Xã Saline (tiếng Anh: Saline Township) là một xã thuộc quận McHenry, tiểu bang Bắc Dakota, Hoa Kỳ. Năm 2010, dân số của xã này là 24 người.